# Lotto Max
Le Lotto Max est un jeu de loterie canadien supervisé par la Société de la loterie interprovinciale, comme l'un des trois jeux de loterie nationaux du pays. Lancé le 19 septembre 2009, avec son premier tirage qui a eu lieu le 25 septembre 2009, le jeu a remplacé l'ancien Lotto Super 7. Les tirages du Lotto Max ont lieu tous les mardis et vendredis.
Le Lotto Max se joue de la même manière que son prédécesseur, les joueurs sélectionnant sept numéros sur un total de 50  (à l'origine 49  ). Une participation coûte 5 $ et chaque participation achetée comprend également deux autres séries de numéros. La particularité principale du Lotto Max est qu'il débute avec une cagnotte minimale de 10 millions de dollars canadiens. Une fois que la cagnotte (le jackpot) atteint au moins 50 millions de dollars, des tirages additionnels sont effectués, il s'agit du "Max Millions" dont le montant est de 1 million de dollars. Des Max Millions supplémentaires sont ajoutés au fur et à mesure tant que le jackpot s'élève au minimum à 50 millions de dollars. Une fois le jackpot gagné, les prix MaxMillions non réclamés, le cas échéant, sont placés dans le jackpot principal en plus du minimum de 10 millions de dollars. Comme pour tous les jeux de loterie canadiens à gros lot, les gagnants reçoivent leur prix sous la forme d'une recette non-imposable.
Le lancement du  Lotto Max a été un succès, attirant des revenus plus élevés au cours de ses 10 premiers mois d'exploitation, meilleur que le Super 7 ne l'a fait dans sa meilleure année de ventes. Un représentant de la Société des loteries et des jeux de l'Ontario (SLJO) a attribué la popularité de Lotto Max à la taille de ses jackpots (qui se rapprochent des plus gros jackpots observés dans les loteries américaines) et à la perception des consommateurs que le système MaxMillions augmentait la probabilité qu'ils puissent gagner un prix important,. En mai 2019, le jeu a fait l'objet d'une refonte majeure, notamment la mise en place d'un nouveau tirage le mardi (où avant il n'y avait qu'un seul tirage par semaine, le vendredi) et l'ajout de deux nouvelles participations à l'achat d'un Lotto Max.

## Organisation
Le jeu Lotto Max est administré par la Société de la loterie interprovinciale, un consortium des cinq sociétés régionales de loterie au Canada.
Chacune de ces sociétés exploite un jeu complémentaire régional qui, pour 1 $ supplémentaire chacun, peut être ajouté à un billet Lotto Max. L'Extra (nommé "Tag", "Encore" ou "Spiel" selon la région), ajoute un numéro à 6 ou 7 chiffres au billet avec un premier prix de 100 000 $ si les six chiffres correspondent ou 250 000 $ à 1 000 000 $ selon la région pour une correspondance à sept numéros (1 000 000 $ en Ontario et au Québec; 250 000 $ dans la région de l'Ouest canadien de l' Alberta, de la Saskatchewan, du Manitoba et des territoires).
Comme le Lotto 6/49 , Loto-Québec et la Western Canada Lottery Corporation proposent également des versions locales du Lotto Max, appelées respectivement Québec Max et Western Max. Ces tirages ont lieu le même soir que chaque tirage du Lotto Max et ont des paiements similaires, mais avec un jackpot fixe de 2 millions de dollars, ainsi que des tirages supplémentaires pour un résultat à 7 chiffres (Québec) ou 10 (Ouest). Il y a ainsi un million de dollars à gagner à chaque tirage, de la même manière que MaxMillions. Les fiches de sélection Lotto Max permettent aux joueurs de choisir entre Lotto Max, le jeu régional ou de jouer aux deux jeux en utilisant les mêmes numéros (Ce qui est appelé communément au Québec, un "Lotto Max all dressed") 
Loto-Québec est la seule région parmi les cinq régions permettant aux joueurs de sélectionner les 3 lignes pour un jeu de 5,00 $ au lieu des 2e et 3e combinaisons obligatoires générées par ordinateur dans les autres régions du pays.

## Structure de lots
Le Lotto Max est un jeu à lots variables. Les lots sont calculés selon les ventes et répartis selon le nombre de gagnants dans chaque catégorie.
| Catégorie                   | Lot moyen gagné        | Pourcentage du fonds des cagnottes** | Chance de gagner sur un jeu à 5 $ |
| --------------------------- | ---------------------- | ------------------------------------ | --------------------------------- |
| 7/7                         | 47 493 142 $           | 87,25 %                              | 1 sur 33 294 800                  |
| 6/7 + numéro complémentaire | 194 405 $*             | 2,50 %                               | 1 sur 4 756 400                   |
| 6/7                         | 4 629 $                | 2,50 %                               | 1 sur 113248                      |
| 5/7 + numéro complémentaire | 926 $                  | 1,50 %                               | 1 sur 37 749                      |
| 5/7                         | 105 $                  | 3,50%                                | 1 sur 1841                        |
| 4/7 + numéro bonus          | 50 $                   | 2,75%                                | 1 sur 1105                        |
| 4/7                         | 20 $                   | Lot fixe                             | 1 sur 82,9                        |
| 3/7 + numéro bonus          | 20 $                   | Lot fixe                             | 1 sur 82,9                        |
| 3/7                         | Participation gratuite | Lot fixe                             | 1 sur 8,5                         |

* : Lot moyen gagné.
** : Le fonds des cagnottes correspond à la masse totale des lots moins la somme des lots payables aux gagnants des catégories 3/7, 3/7+C et 4/7.

## Changements
Le jackpot principal était initialement plafonné à 50 millions de dollars. Le tirage du 17 juillet 2015 a porté ce plafond à 60 millions de dollars.
En novembre 2018, la Société de la loterie interprovinciale a annoncé des changements au Lotto Max qui ont commencé lors du tirage du 14 mai 2019. Le nombre de numéros au tirage est passé à 50 (changeant les chances de gagner le jackpot à 1 sur 33 millions), le plafond du jackpot principal a été augmenté à 70 millions de dollars, de nouveaux prix ont été ajoutés pour faire correspondre 4 ou 5 numéros et le numéro complémentaire et le jeu a ajouté un deuxième tirage hebdomadaire les mardis. Les organisateurs ont déclaré que ces changements aideraient le Lotto Max à atteindre plus souvent des jackpots plus élevés.
Depuis le 14 mai 2019, Lotto Max utilise un générateur de nombres aléatoires pour les tirages plutôt que des machines à tirages physiques.

## Les plus grands lots
Le tirage du 17 juillet 2015 a été le premier organisé selon de nouvelles règles permettant au jackpot principal de dépasser 50 millions de dollars. Le prix de 55 millions de dollars a été remporté par un groupe de 20 employés d'un magasin de la chaîne de bricolage Rona au Québec. À l'époque, il s'agissait du deuxième plus gros jackpot de loterie de l'histoire du Canada, derrière un tirage au Lotto 6/49 de 63,4 millions de dollars en 2013,. Le tout premier tirage du Lotto Max avec une cagnotte totale s'élevant à 60 millions de dollars a eu lieu le 25 septembre 2015, avec un seul billet gagnant vendu à Brampton en Ontario,.
Le tout premier tirage du Lotto Max pour 65 millions de dollars a eu lieu le 11 juin 2019, avec un seul billet gagnant à Montréal.
Après un tirage de 65 millions de dollars le 31 décembre 2019 sans gagnant, le premier tirage de 70 millions de dollars a eu lieu le 3 janvier 2020.

### Cagnotte
Le tirage du 6 juillet 2012 a été le premier à offrir une cagnotte de 100 millions de dollars en prix principaux, avec un jackpot de 50 millions de dollars et 50 prix de 1 million de dollars MaxMillions. Trois semaines consécutives de reports ont alimenté le gros paiement, qui a marqué le plus grand tirage du Lotto Max sous les plafonds précédents. Cette combinaison d'un jackpot de 50 millions de dollars et de 50 prix de 1 million de dollars MaxMillions, totalisant 100 millions de dollars en prix principaux, a été reproduite à d'autres occasions, y compris en juin 2015.
Avec l'augmentation du plafond du jackpot principal à 60 millions de dollars, un nouveau record a été établi lors du tirage du 12 août 2016 avec un jackpot de 60 millions de dollars et 42 prix MaxMillions, totalisant 102 millions de dollars en prix principaux. Le jackpot avait été reporté pendant huit semaines consécutives, alimentant le nouveau record de la cagnotte. Ce record a été répété lors du tirage du 6 janvier 2017.
Après un tirage du 8 juin 2018 avec un record de 50 prix MaxMillions, le record a été dépassé à nouveau en octobre 2018, où le tirage du 26 octobre a présenté 55 prix MaxMillions, totalisant 115 millions de dollars en prix,. Un billet gagnant a été vendu à Edmonton.
Le tirage du 15 juin 2021 a présenté un record de 58 prix MaxMillions et le jackpot maximum de 70 millions de dollars, totalisant 128 millions de dollars en prix principaux. Le tirage aurait 64 prix MaxMillions, dont 42 ont été gagnés. Le tirage du 18 juin devait avoir 70 prix MaxMillions, totalisant 140 millions de dollars en prix principaux. Ceci a également été reporté au tirage du 22 juin, où le jackpot principal a été remporté par deux billets gagnants en Colombie-Britannique et en Ontario. De plus, 46 prix MaxMillions ont été gagnés.